# Кенеургенч
Гурганџ или Кенеургенч (туркменски: Köneürgenç, из персијског: کهنه گرگانج, Kuhna Gurgāndž, понекад навођен као Konya-Urgench или Ургањ, у значењу: "Стари Ургенч") је археолошки локалитет старог града Ургенча (Ürgenç ) и истоимена општина с око 30,000 становника у северном Туркменистану, одмах уз границу с Узбекистаном. Кенеургенч је био престоница Хорезмијског царства, о чему сведоче бројне грађевине, због чега је уписан на УНЕСКО-в Списак места Светске баштине у Азији и Аустралазији 2005. године.
Стари Ургенч је био смештен на реци Аму-Дарја и био је један од највећих градова на Путу свиле. Година његовог оснивања није позната, али велике рушевине тврђаве Киркмоле изграђене су у време Ахеменидског Персијског царства (550—330. п. н. е.). Град је доживио врхунац у 12. и 13. веку када је постао престоница Хорезмијског царства и тада је величином и по броју становника претекао све средњоазијске градове, укључујући Бухару. Год. 1221, Монголи под водством Џингис-кана су опустошили град до темеља, убивши велики број становника, што се сматра за један од највећих покоља у историји.
Град се почео опорављати након монголског покоља, али су га становници, због изненадне промене тока Аму-Дарје према северу, и још једног напада, овог пута Тамерлана 1370-их, заувек напустили.
Подручје града су населили Туркмени тек 1831. године, али су своја насеља изградили изван града који су користили само као гробље. Нови град истог имена, Ургенч, изграђен је југоисточно, у данашњем Узбекистану.
Прва археолошка ископавања извео је руски археолог Александар Јакубовски 1929. године. Али већина грађевина Кенеургенча су данас рушевине, а најбоље сачуване су три мала маузолеја из 12. века (Наџадина Алкубре, Пирјар Валија и др.) и један велики раскошни из 14. века, Маузолеј Торебега Ханима с три велике спољне нише који је обновљен 1990-их. Најзнаменитији споменик Кенеургенча је Гутлук-Темир минарет из 11. века који је својом висином од 60 метара био највећи минарет од опеке пре изградње минарета у Џаму (Авганистан), крајем 12. века.
Можда најлепши споменик Кенеургенча је Маузолеј Ил-Арслана који је купаста купола с 12 фасета у којој се налази Ил Арслана, деда Мухамеда II, који је преминуо 1172. године. Маузолеј сулатана Текеша има исти облик, али је нешто већи. Северно од града се простире велика средњовековна некропола.
Ови споменици су сведочанство изванредних достигнућа у архитектури чији је утицај касније обликовао архитектуру индијског Могулског царства у 16. веку.